# Cytolyse hépatique
La cytolyse hépatique est la destruction progressive des cellules du foie.
Elle est révélée par l'augmentation d'enzymes qui montrent la destruction d'hépatocytes.
Elle peut se manifester lors d'intoxications aiguës de celui-ci (ex : intoxication aux solvants chlorés), ou d'intoxications chroniques comme les cirrhoses induites par l'alcoolisme, ou encore lors d'attaques virales ou microbiennes.
Elle peut aussi être induite par une grossesse, pour 1 cas sur 2000, se révélant quatre à six semaines avant le terme. Le déclenchement de l'accouchement permet d'arrêter la cytolyse lorsqu’une stabilisation par voie médicamenteuse n'est pas possible.